# Кощино
 Кощино — деревня в Смоленской области России, в Смоленском районе. Расположена в западной части области в 22 км к югу от г. Смоленска, в 1,5 км западнее автодороги А141 Орёл — Витебск на левом берегу реки Сож.
Население —1814 жителей (на 1 января 2025 года). Административный центр Кощинского сельского поселения.

## Экономика
Сырный завод, средняя школа, детский сад, амбулатория, дом культуры, почта, музыкальная и художественная школы, храм Покрова Пресвятой Богородицы.

## Достопримечательности
- Обелиск на братской могиле 28 воинов Советской Армии, погибших в 1941—1943 гг.
- В деревне остатки старинного парка имения Храповицких.